# آقاخان اشرفی
آقاخان اشرفی (۱۲۷۹ تهران - ۱۳۳۶) از قضات و دیوان‌سالاران دوره پهلوی بود.
پس از تحصیل در مدرسه تربیت و مدرسه علوم سیاسی در سال ۱۲۹۸ به استخدام وزارت مالیه درآمد. سپس مدتی در بلدیه (شهرداری) تهران و مدتی در بانکی که رضا خان سردار سپه برای قشون راه انداخت خدمت کرد (بانک سپه کنونی).
در سال ۱۳۰۶ که علی‌اکبر داور وزیر عدلیه شد و برای پی‌ریزی دادگستری نوین ایران، تشکیلات محاکم را به هم ریخت و قضات تازه‌ای وارد دادگستری کرد، آقاخان به دعوت داور به عدلیه و رفت اولین سمتش بازپرسی دادسرای تهران بود. سپس رئیس محکمه بدایت و مستشار استیناف (تجدیدنظر) شد.
در سال ۱۳۱۲ که داور وزیر مالیه شد، اشرفی را هم به آن وزارت‌خانه بازگرداند و ابتدا رئیس اداره و سپس مدیرکل کرد. او در سال ۱۳۱۹ با مقام مدیركلى به وزارت پیشه و هنر انتقال یافت و در سال ۱۳۲۱ در كابینه قوام‌السلطنه به معاونت نخست‌وزیری رسید. این سمت را در دولت‌های سهیلی و ساعد  نیز حفظ کرد. 
اشرفی سپس به سمت ریاست هیئت مدیره و مدیرعاملی بانک کشاورزی و پس از چندی به استانداری خراسان منصوب شد. در سال ۱۳۲۷ وزیر اقتصاد ملی کابینه محمد ساعد بود.